# 新田肩衝
新田肩衝是與初花肩衝、楢柴肩衝並稱為「天下三肩衝」的茶器，其名稱由來據說是因為該茶器自中國傳入之後，曾為新田氏（新田義貞）所有之故。現在典藏於日本水戶市的彰考館德川博物館。

## 沿革

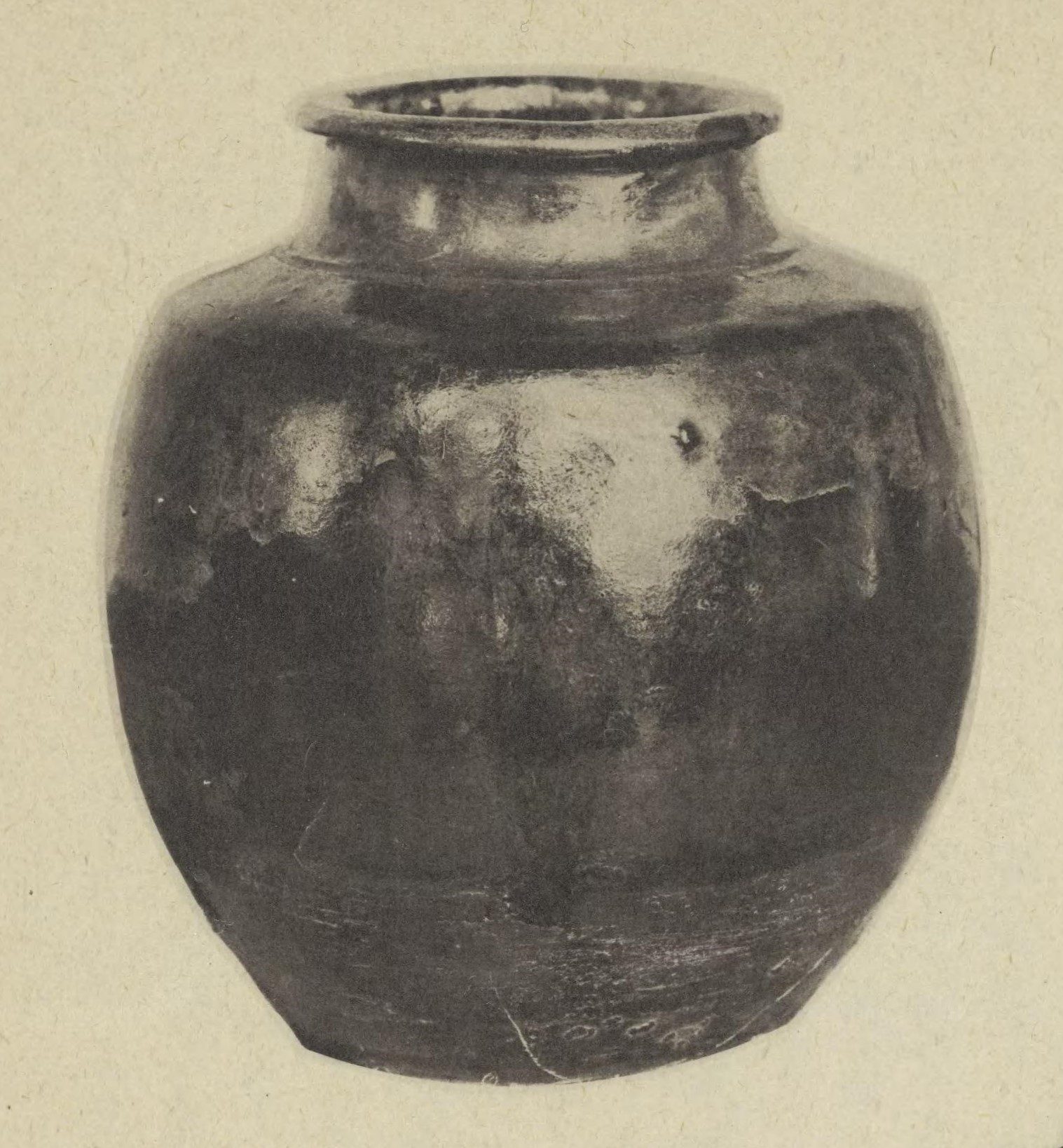
新田肩衝

新田肩衝在為新田氏所有之後，成為村田珠光的所有物，之後歷經三好政長之後為織田信長所有。本能寺之變時，新田肩衝可能一度為明智光秀所有，後來不知經何途徑落入大友宗麟手中。天正十四年（1586年）大友宗麟前往大坂城向豐臣秀吉求救時，將新田肩衝獻給了秀吉，之後豐臣秀吉便曾在北野大茶會等大茶會上使用新田肩衝。秀吉去世後，新田肩衝傳給了秀賴。
大坂夏之陣後，德川家康命令藤重藤元、藤嚴父子在大坂城尋找豐臣氏寶物的下落，第一次探索找到了新田肩衝、鴫肩衝、玉垣文琳、大尻膨、宗薫小肩衝五項寶物，之後的第二次探索則找到九十九髪茄子、松本茄子、針屋圓座等寶物。新田肩衝在成為德川家之物後，由家康賜給11子德川賴房，即水戶德川家之祖，代代相傳之後成為彰考館德川博物館的收藏。